# McIvers
McIvers es un pueblo canadiense situado en la provincia de Terranova y Labrador.

## Superficie
McIvers tiene una superficie de 11,97 km².

## Demografía
En 2021, tenía 575 habitantes, una densidad poblacional de 48 hab./km², y 264 viviendas.